# Chlamydostachya spectabilis
Chlamydostachya es un género monotípico de plantas con flores perteneciente a la familia Acanthaceae. El género tiene una sola especie de hierbas: Chlamydostachya spectabilis. Es natural de las regiones tropicales del este de África

## Taxonomía
Chlamydostachya spectabilis fue descrita por el botánico alemán, Gottfried Wilhelm Johannes Mildbraed y publicado en  Notizblatt des Botanischen Gartens und Museums zu Berlin-Dahlem 12: 101, en el año 1934.